# Johan Rückert

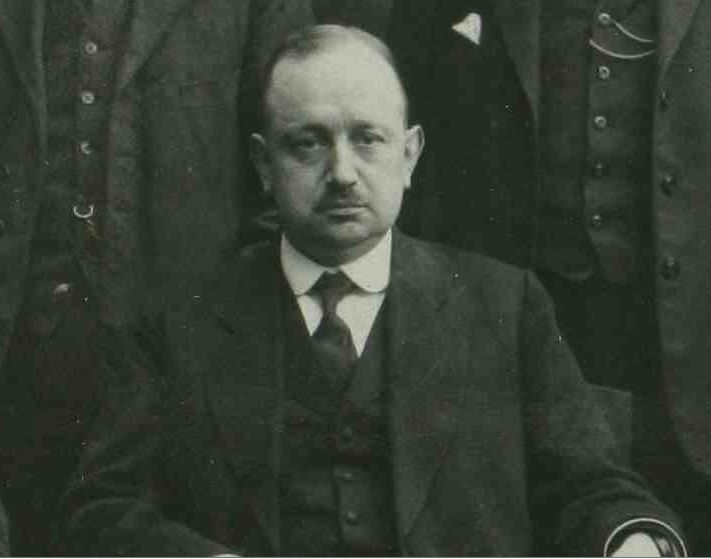
Johan Rückert

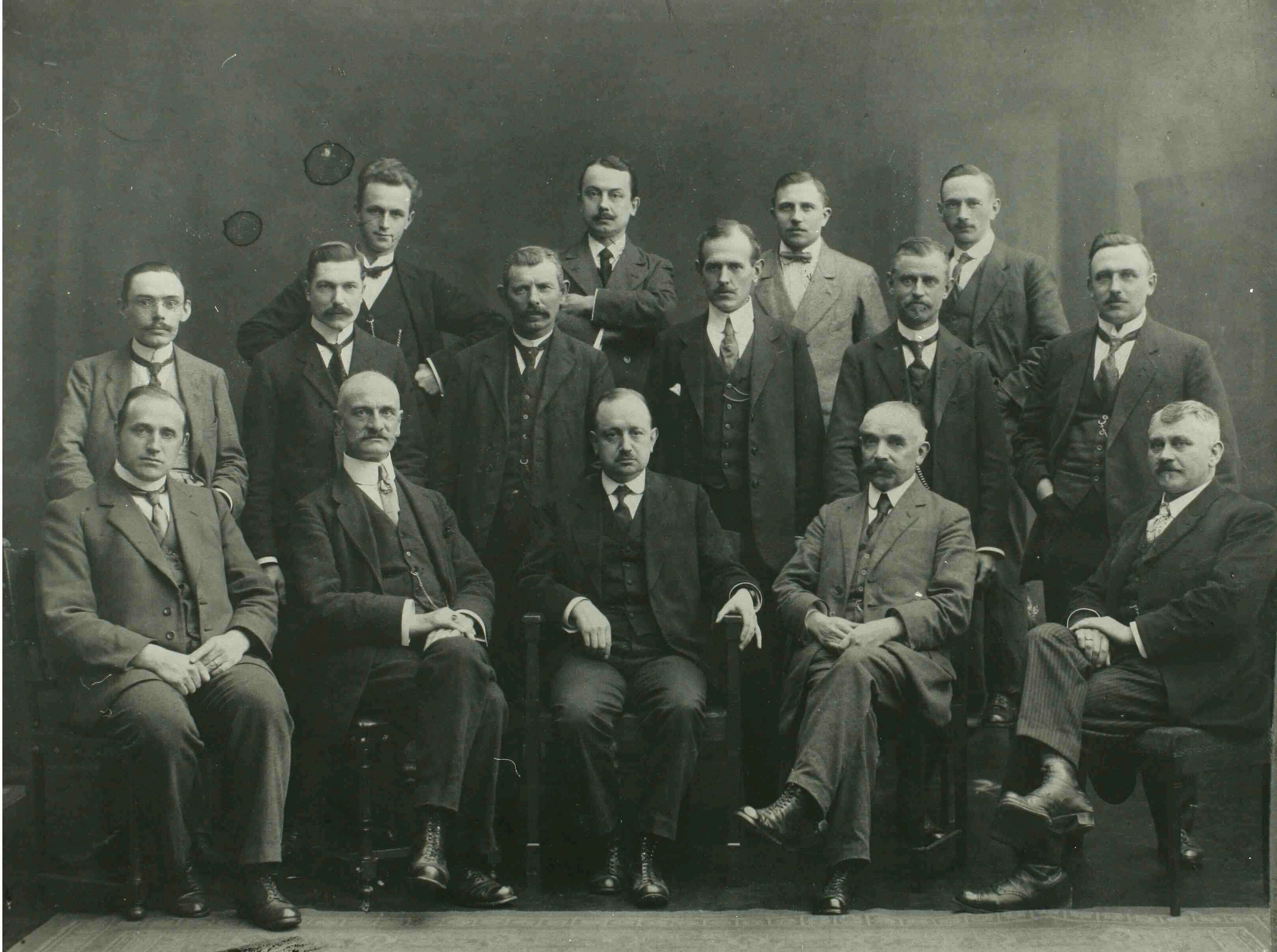
Groepsfoto. bij het afscheid van Ir. Ruckert.

Johan Hendrik Everwijn Rückert (Amsterdam, 3 oktober 1879 – 's-Hertogenbosch, 15 november 1918) was een Nederlands ingenieur en stedenbouwkundige. Hij is het bekendst van een stadsontwikkelingsplan voor Tilburg, dat in 1917 werd ontvouwd.

## Levensloop
Johan Rückert was zoon van Johannes Jacobus Gerardus Rückert, boekhouder te Nieuwer-Amstel, en Sara Borst. Op 16 mei 1905 trouwde hij met Jacoba Broese. Uit dit huwelijk werden twee dochters geboren.
Johan Rückert werd opgeleid tot ingenieur aan de Koninklijke Militaire Academie te Breda. In 1901 kwam hij als 2e luitenant in dienst van de genie, om in 1906 in Gorinchem en in 1907 te Leiden als ingenieur werkzaam te zijn bij de Dienst Openbare Werken. In laatstgenoemde plaats werkte hij aan de bouw van de riolering en aan stadsuitbreidingsplannen. Hij viel op door het integreren van sociaal-economische gegevens, waaronder demografie, in zijn voorstellen. Hij polemiseerde met architecten die eveneens bij uitbreidingsplannen betrokken waren en aan esthetiek de voorkeur gaven boven uit de ingenieurswetenschappen afkomstige kennis.
In 1913 trad hij in dienst bij de gemeente Tilburg. Voor deze stad ontwierp hij een stadsontwikkelingsplan, waartoe hij bovengenoemde factoren uitgebreid bestudeerde. In 1914 brak echter de Eerste Wereldoorlog uit en moest Rückert onder de wapenen. Hij werd gelegerd te Wormerveer. Zijn stadsontwikkelingsplan heeft echter tot 1958 als leidraad voor de Tilburgse gemeente gefungeerd.
Door zijn duidelijke stellingname, en zijn niet-katholieke religieuze achtergrond, raakte hij in Tilburg echter ook in een isolement, wat hem deed solliciteren naar een soortgelijke functie in 's-Hertogenbosch, alwaar hij echter spoedig overleed.

## Externe bron
- Biografie ING
- Biografie op Brabantserfgoed.nl